# Hasslarps sockerbruk
Hasslarps sockerbruk var ett sockerbruk i Hasslarp i Skåne som var i drift under olika namn mellan 1896 och 1993. 
Bruket anlades 1895–1896 av Nordvästra Skånes Sockerfabriks AB som ett andelsföretag med betodlarna själva som ägare. Förebilden var ett andelssockerbruk beläget i Nykøbing-Falster Danmark. Tanken var att de skulle få ett bättre pris för sina sockerbetor och att de kunde betala för andelarna genom leveranserna.  Planerna var att fabriken skulle anläggas vid Ormastorps järnvägsstation. Nu blev det istället 4 km längre västerut.
Företaget gav odlarna ett betpris som var 15 öre högre per deciton än de övriga sockerbruken. Detta fick de övriga sockerbruken att öka sitt betpris till samma nivå. Detta gav upphov till en kraftigt ökad betodling i Sverige. Vilket medförde ett överskott på socker och att priset på råsocker sjönk från 40:- till 29:- per deciton. Vilket ledde till att många sockerbruk gick med förlust.[källa behövs]
Bolaget köpte ett större markområde 
med flera fastigheter invid järnvägen i Lyckåker, som var ortens namn på den tiden. Platsen valdes på grund av jordmånen, de goda kommunikationerna och tillgången på vatten från Hasslarpsån. Bruket var tänkt som ett råsockerbruk, men då marknaden för råsocker var osäker beslöt man att även uppföra ett raffinaderi. Byggnationen inleddes i oktober 1895 och den 20 februari 1896 lades grundstenen till fabriken. Företaget bytte namn till Lyckåkers Sockerförädlings AB efter en extra bolagsstämma den 11 april 1896. Samtidigt ökades aktiekapitalet. 
Bruket var dimensionerat för 600 ton betor per dygn, men centrifugerna i raffinaderiet hade för liten kapacitet och kunde bara hantera hälften av den halvflytande kristallmassan från kokeriet. Lagringen av betorna ställde också till problem, så  knappt ett år efter starten gick  företaget konkurs.
Företaget rekonstruerades med nya ägare under namnet Sockerfabriks AB Union. Företagsledningen tryckte på för att få Statens Järnvägar att ändra stationsnamnet från Lyckåker, som i folkmun blivit till Olycksåker, och den 2 april 1898 godkände Kungl. Maj:t bytet av namn till Hasslarp. Kostnaden för namnbytet uppgick till 20 000 kronor, som bruket fick betala.

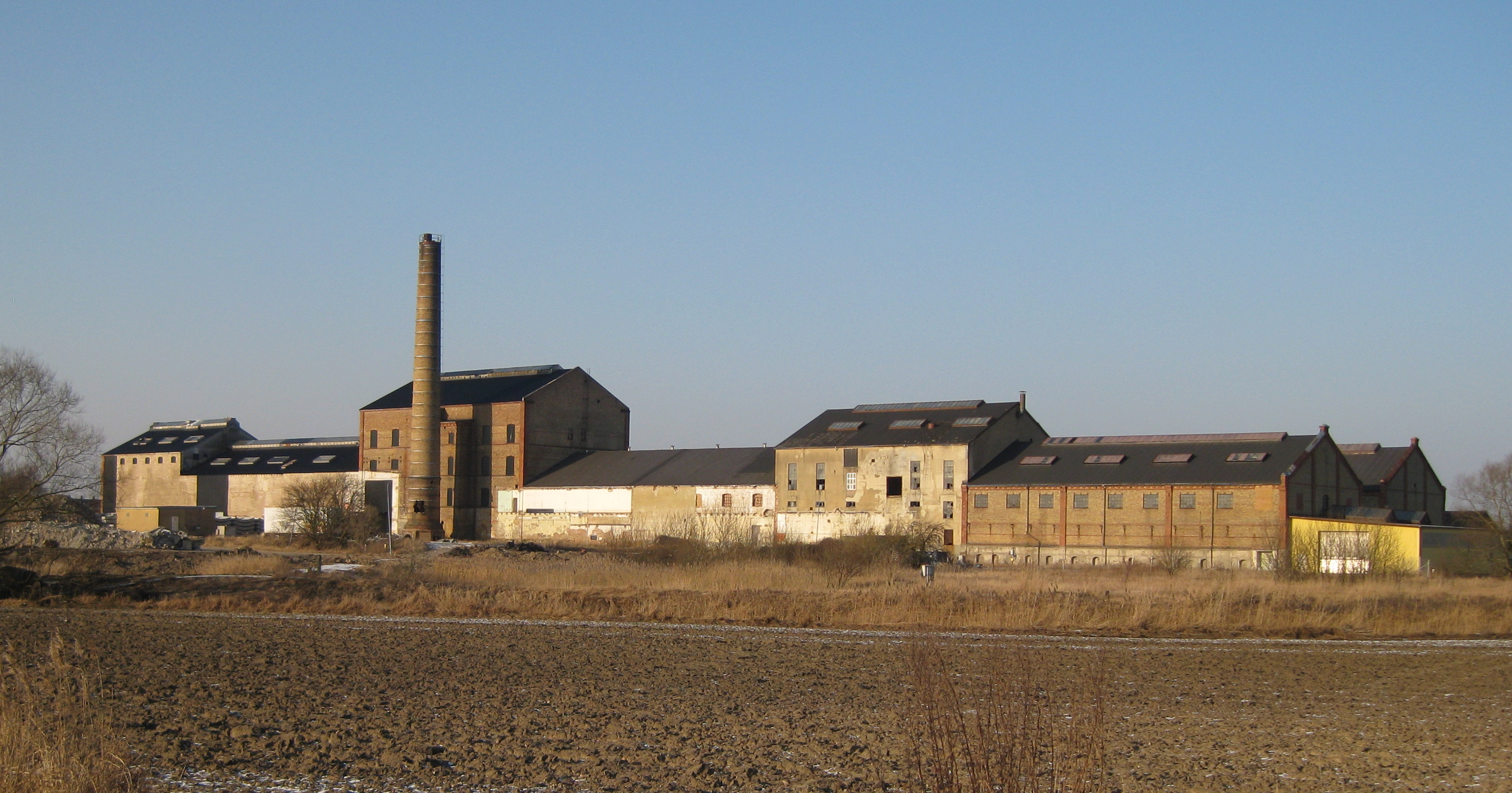
Det nedlagda sockerbruket, 2012.

I början av 1900-talet var det överproduktion av socker och 1907 fusionerade sockerbruken i Skåne till Svenska Sockerfabriks AB  (SSA). I Hasslarp lades raffineringen ner 1913. Verksamheten utökades under 1950-talet då andra sockerbruk i trakten lagts ned. År 1955 byggde man om bruket till produktion av strösocker och när danska Danisco övertagit SSA vid årsskiftet 1992-1993 lades driften vid Hasslarps sockerbruk ner.

## Hasslarps dammar
De dammar som anlades för återanvändning av sockerbrukets tvättvatten under betkampanjerna är ett populärt område för fågelskådare med många häckande och rastande vadarfåglar. Mer än 80 procent av Sveriges fågelarter har observerats här. Bland sällsynta arter märks skärfläcka, smådopping och gråhakedopping.